# Ухт'ярве
Ухт'ярве (ест. Uhtjärve) — село в Естонії, входить до складу волості Урвасте, повіту Вирумаа.